# 香港律師會
香港律師會（英語：Law Society of Hong Kong）是香港一間有限公司形式運作的專業團體，該社團在1907年已經存在。會員都是香港事務律師。其成立目的是為了爭取會員的社會地位和利益。依香港法例指定，所有香港事務律師必須是此會的成員。據官方網站指，截至2024年6月30日擁有執業證書的事務律師共有11,553人。現任會長為湯文龍。

## 歷屆會長
| 年份            | 會長                           |
| --------------- | ------------------------------ |
| 1907年－1950年  | ？                             |
| 1950年－1951年  | 關祖堯                         |
| 1951年－1957年  | ？                             |
| 1957年－1958年  | 簡悅強                         |
| 1958年－1959年  | ？                             |
| 1959年－1960年  | 胡百全                         |
| 1960年－1969年  | ？                             |
| 1964年－1965年  | 呂桂榮                         |
| 1969年－1971年  | 羅德丞                         |
| 1971年－？      | 白賴恩‧麥高理（Brian Mcelney） |
| 1973年－1975年  | 王澤長                         |
| 1975年－1977年  | 麥嘉琳                         |
| 1977年－1979年  | 黃頌顯                         |
| 1979年－1981年  | 張恩純                         |
| 1981年－1983年  | 溫寶樹                         |
| 1983年－1984年  | 唐天燊                         |
| 1984年－1985年  | 范華達                         |
| 1985年－1987年  | 戴斯德（Brian Tisdall）        |
| 1987年－1989年  | 葉錫安                         |
| 1989年－1992年  | 葉天養                         |
| 1992年－1993年  | 劉漢銓                         |
| 1993年－1996年  | 胡斌                           |
| 1996年－1997年  | 陳爵                           |
| 1997年－2000年  | 周永健                         |
| 2000年－2002年  | 蔡克剛                         |
| 2002年－2004年  | 葉成慶                         |
| 2004年－2005年  | 史密夫                         |
| 2005年－2007年  | 羅志力                         |
| 2007年－2009年  | 黃嘉純                         |
| 2009年－2011年  | 王桂壎                         |
| 2011年－2012年  | 何君堯                         |
| 2012年－2013年  | 葉禮德                         |
| 2013年－2014年  | 林新強                         |
| 2014年－2016年  | 熊運信                         |
| 2016年－2018年  | 蘇紹聰                         |
| 2018年 - 2021年 | 彭韻僖                         |
| 2021年 - 2024年 | 陳澤銘                         |
| 2024年 -        | 湯文龍                         |

## 法律周
香港律師會自1991年起每年舉辦法律周，秉承關愛社會的精神，宣傳法律服務，為社區提供更全面的法律知識。多年來，法律周引入新的活動和服務，以迎合不同社群的需要。
2024年的主題是《區．愛．法》，旨在關愛社區、宣傳法律服務，並為香港各區提供法律知識。會長陳澤銘指出，法律周致力於提供專業、有趣和具吸引力的服務，希望在市民面對日常法律問題時能提供法律資訊和協助。除了舉辦講座和提供免費法律諮詢服務外，今年的法律周更加強調促進社會的關愛共融。因此，在法律周活動現場安排由聾人機構「龍耳」提供的手語傳譯員，以便更多有需要的人士能夠獲得法律上的協助。他表示，透過法律的普及和對法律知識的增加了解，人們能更明白各自的權益，進而促進互相尊重、和衷共濟和社會的穩定。

## 罷免林新強事件
事源2014年6月16日，香港律師會會長林新強在香港電台節目《中國點點點》中與記者會面時提及，指《一國兩制白皮書》不會對香港的司法獨立構成影響，當中「要求法官需要愛國」的部份也並無問題，又表示愛國乃公民責任，在這問題上，律師會不接受任何批評。其後，林新強又對中國共產黨公開稱頌：「我覺得共產黨好偉大，因為它將我們的國家帶領到一個新紀元，我好欣賞他們。」兩起事件引起香港律師會會員嘩然，憲制及人權事務委員會委員任建峰更於8月14日晚舉行特別會員大會通過三項動議：
1. 律師會需發表司法獨立是香港的核心價值的聲明，而白皮書不能動搖此價值 
  - 票數 3933
  - 支持 2747
  - 反對 1186
2. 律師會會長需要撤回他於2014年6月16日的言論
  - 票數 3941
  - 支持 2574
  - 反對 1367
3. 通過不信任律師會會長
  - 票數 3870
  - 支持 2392
  - 反對 1478

最終三項動議皆獲支持，包括大比數通過對現任會長林新強之不信任動議，成為108年來首位被通過不信任動議的香港律師會主席。然而由於會章並無規定遭不信任動議通過者必須辭職，如林新強堅拒辭職，那只有理事會方有權罷免他。
林新強在動議通過後黯然離開會場，未有正面回應辭職與否，只稱是律師會之內部事務，對組織亦不構成影響，並希望事件隨著大會結束告一段落，並呼籲律師會維持團結。
2014年8月19日，律師會理事會召開會議，林新強在會前向傳媒宣佈決定請辭，但仍留任理事會。在會上他提出請辭，獲理事會接納。原副會長熊運信經推選後接任會長一職，即時生效。理事會並就日前會員特別大會之動議投票結果進行議決。其後理事會發表聲明，強調法治及司法獨立為香港核心價值，白皮書的內容不能貶低或削弱這些核心價值。理事會亦要求林新強撤回他在2014年6月16日就白皮書發表之言論，以及重申香港律師會為政治中立。

## 外部連結
- 香港律師會官方網站 （页面存档备份，存于）